# Parathyma cordigera
Parathyma cordigera är en fjärilsart som beskrevs av Hans Fruhstorfer 1906. Parathyma cordigera ingår i släktet Parathyma och familjen praktfjärilar. Inga underarter finns listade i Catalogue of Life.